# 真犯人フラグ
『真犯人フラグ』（しんはんにんフラグ）は、2021年10月10日から2022年3月13日まで日本テレビ系「日曜ドラマ」枠にて放送されたテレビドラマ。主演は西島秀俊。
2019年4月 - 9月期に同枠で放送された『あなたの番です』の制作陣が再集結して制作され、同様に2クールで放送された。
また、宮沢りえは本作が17年ぶりの民放の連続ドラマ出演となった。

## あらすじ
運送業者「亀田運輸」に勤務する相良凌介。ある日、彼の妻子が行方不明になってしまい、ニュースに取り上げられたことから、SNS上では彼への同情など、反響が多数見受けられた。
しかし、時が進むにつれて、ある疑惑（フラグ）が浮上し、それは「真犯人は凌介なのでは」というものだった。そんな疑惑・臆測が蔓延する中、彼は騒動の真実を知ることが出来るのか。

## キャスト
日本テレビ公式HP CHART相関図記載の人物

### 相良家
妻子が行方不明になる一家。
相良凌介（さがら りょうすけ）〈48〉
演 - 西島秀俊
亀田運輸東京支社カスタマーサービス部管理課・課長。温厚な人柄で評判が良いが、“人が良すぎる”。物事を純粋に捉えすぎる面がある。11年前に大阪へ単身赴任していた。後に、瑞穂と一星と共に妻子の失踪事件を調べ始める。数日後、ポストに入っていた真帆と林洋一が一緒に写った写真（不倫疑惑②）に “それでも探しますか？” と書き添えた用紙を見つけ、直接話を聞くため林を家に呼び出す。彼の弁解を聞いて、一旦は林を信じる事にした。真帆が11年前に光莉の受験絡みでボスママに嫌がらせを受けていた事や、11年前に大学のサッカー部の同窓会で後輩の林に誘われホテルで酔いつぶれて何も覚えておらず、この事が息子の篤斗の誕生に関わっているのではないかと悩み、DNA鑑定しようとして林に断られていた事などをママ友の菱田朋子に相談していたと、朋子から後に明かされる。数日後、自身でDNA鑑定をした事を瑞穂に打ち明けている。DNA鑑定の結果が入った封筒が届いているのに気づいておらず、相良家に来た菱田朋子に封筒の中身を開封されたが、凌介は見ていなかった。後に林が殺害された凶器と見られる包丁が相良家のキッチンで発見され、林洋一殺害容疑で逮捕される。警察の取調中、阿久津よりDNA鑑定の封筒と鑑定書が提示され記載結果が0%と分かり、初めて見たと告げた。その事を知った阿久津は落胆した。後に河村俊夫の証言によりアリバイが立証され、釈放される。
相良真帆（さがら まほ）〈48〉
演 - 宮沢りえ
相良凌介の妻。社交性があり、周囲でも評判の好人物。旧姓：館野。パートとしてスーパーで働いている。失踪前夜、誰かと電話していて「仕事は遅番だと言ってある」と嘘を付いていた事が警察病院に入院していた光莉の警察による事情聴取時の証言で明らかになる。
そして、第20話で河村に殺害されたことが判明した。
相良光莉（さがら ひかり）〈16〉
演 - 原菜乃華（幼少期：國松愛莉）
相良家の長女。平成17年3月4日生まれ。私立女子高の2年生。明るく心優しい。後に橘一星の恋人と判明する。失踪事件後、父の凌介達に監禁場所から保護され、すぐに警察病院に入院する。入院後、少し落ち着いた頃に警察による事情聴取が始まり、自身の失踪は最初は家出で、一星と計画し実行した自作自演だった事やその経緯を告白し、その後に一星の自宅から見知らぬ女性に拉致・監禁されていた事や、その女性に「お父さんを殺して欲しい」の動画を強制的に撮られた事を病室で阿久津・落合・凌介に説明する。後に光莉の拉致監禁は、恋人の一星のストーカーである本木陽香の犯行と判明する。
相良篤斗（さがら あつと）〈10〉
演 - 小林優仁（幼少期：小林篤弘）
相良家の長男。平成23年8月29日生まれ。あおば東小学校の4年生で、菱田清明の同級生。サッカー好きでサッカー教室に通っており、人気者である。愛称は"あっちゃん"。
第1部の終盤、何者かによって亀田運輸東京支社に冷凍便で送りつけられたが、微かに呼吸をしていることに気付いた凌介によって病院に搬送され辛うじて一命を取り留める。横浜北警察署の阿久津と落合による事情聴取では「パパ（凌介）がママ（真帆）を殺した」と話し、凌介に対して強い拒絶反応を示していたが、後にこれらの言動が木幡由実による"洗脳"の影響だと判明し、陽香に誘拐・軟禁されていた光莉と再会して以降は、凌介に対する拒絶反応も和らいでいる。

### 亀田運輸
東京支社で凌介が勤める運送業者。
二宮瑞穂（にのみや みずほ）〈28〉
演 - 芳根京子
凌介の部下。カスタマーサービス部でクレーム処理を迅速にこなす。関西出身。冷静な判断ができ、凌介を支える存在。後に凌介と橘一星と共に相良家妻子失踪事件を調べはじめる。凌介の鈍感さにはやや呆れている。一星のサークルでオンラインサロンのイベント「アルティメット」に誘われ、時と場合によっては凌介抜きで失踪事件の手がかりを探すとして、同盟を組む事を提案され承諾した。ある日、バー「至上の時」で情報交換した後の帰り道、何者かに襲われ「しちはごじゅうろく」と言われるが、一足遅れてきた一星に助けられる。110番しようとした一星に、この事が分かり凌介に心配をかけたくないとして内緒にしてもらった。その少し後に「至上の時」で帰り道に襲われた事を凌介達に報告した。その後、襲った際「しちはごじゅうろく」と言ったのが林だったと分かる。真帆と林が一緒に写った写真（不倫疑惑②）をSNSで発見し、印字した用紙に “それでも探しますか？” と書き添え、相良家のポストに入れていた事が朋子が撮影したとされる動画で分かり、「至上の時」で日野が居る中、凌介と鼓太朗に事の経緯を説明する。失踪事件の前の日の林の行動を探るために等々力茉莉奈に会った際、自ら末っ子だと語っている。自身が悩んだり、落ち込んだりした時にカセットをよく聞いている。後にカセットの中身は姉の落語を録音したものと凌介に語った。
太田黒芳春（おおたぐろ よしはる）〈52〉
演 - 正名僕蔵
凌介の上司。カスタマーサービス部・部長。独身、離婚歴なし。“ハラスメント” に敏感で、人望はゼロ。幸せな家庭を持つ凌介に嫉妬しがちで嫌味を言う。後にSNSで “アフロディーテの下僕” というアカウントでぷろびんに情報をリークしていた事が分かり、瑞穂達に問い詰められ、何を勘違いしたかカツラを着けていた事を告白したが、同時にリークしていた事も白状した。その後は反省を行動で示したいとして言動を改め、カツラを外して勤務している。
鴨井晴子（かもい はるこ）〈41〉
演 - 小林きな子
凌介の部下。安定した仕事ぶりで、大概のことでは慌てない。噂好き。後に、カツラを外した太田黒を絶賛するようになる。
小峯祐二（こみね ゆうじ）〈35〉
演 - 森田甘路
凌介の部下。お調子者のクセに小心者。太田黒の腰巾着。鈍くさい面があり、空気が読めない。晴子に気がある。
目白小夏（めじろ こなつ）〈27〉
演 - 渥美友里恵
凌介の部下。目下、婚活中。
富山芙由子（とみやま ふゆこ）〈32〉
演 - 中西美帆
テレフォンオペレーター。ベテランで物怖じしない。
石川あきの（いしかわ あきの）〈20〉
演 - 町田愛
新人オペレーター。気が弱い。特に、木幡由実（通称：バタコ）からのクレーム対応に苦戦しタジタジになるが、何度も瑞穂に助けてもらう。
望月鼓太朗（もちづき こたろう）〈23〉
演 - 坂東龍汰
配送スタッフ。凌介の自宅周辺のエリアを担当。団地の奥様方にも人気のイケメンだが、どことなく影がある。後に清明を気にかけるようになる。

### 週刊追求
相良家妻子失踪事件を調べ、情報提供を呼びかける日本一売れている週刊誌。
河村俊夫（かわむら としお）〈50〉
演 - 田中哲司
週刊追求編集長。今作の真犯人であり真帆を殺害した張本人。凌介の学生時代からの親友で、大学の文芸サークル仲間。真帆とも旧知の仲。独身、婚姻歴なし。後に凌介から家族の失踪を聞き、情報を集めるため記事にするなど協力していく。後に強羅誠を昔から知っていて接点がある事が分かり、良い印象を持っていない。ある日、取材で上原啓太とサッカー教室を訪れ、スマホに写った女性を教室のコーチである山田元哉に見せ尋ねたら「中村さん」だと教えてもらい、更にどうして知っているのかと尋ねたら、サッカー教室運動場にある掲示板のポスターを指差し5,6年前に息子と通っていた事や息子が交通事故で亡くなった事、今でも偶に見に来ていたが最近は見ないと教えられ、息子の名前が圭樹（けいじゅ）だと知った。
両角猛（もろずみ たける）〈33〉
演 - 長田成哉
カメラマン。スクープのためなら手段を選ばない。
上原啓太（うえはら けいた）〈43〉
演 - 竹森千人
記者。既婚者。物事を客観的に捉える冷静さがある。
飯田修（いいだ おさむ）〈45〉
演 - 岩瀬亮
デスク。クールな切れ者で、大抵のことでは動じない。

### プロキシマ
大学生起業家・橘一星が経営するITベンチャー。
橘一星（たちばな いっせい）〈23〉
演 - 佐野勇斗
謎多き大学4年生。アメリカ留学後、2年前に「プロキシマ」を立ち上げた若手起業家。都心のシェアオフィスの一角で自社を経営している。サークルのオンラインサロンを作り交流の場を提供。カフェにいた相良凌介にこっそりと本を置き、立ち会いしたいと相談する。凌介に光莉の恋人と打ち明ける。後に凌介と瑞穂と共に相良家妻子失踪事件を調べはじめる。サークルでオンラインサロンのイベント「アルティメット」に瑞穂を誘い、時と場合によっては凌介抜きで失踪事件の手がかりを探すとして、同盟を組む事を提案し承諾された。
相川誉（あいかわ ほまれ）〈26〉
演 - 南彩加
Webデザイナー。
海江田順二（かいえだ じゅんじ）〈36〉
演 - BOB
敏腕プログラマー。オンラインサロンのメンバー。
金城三伸（きんじょう みつのぶ）〈25〉
演 - 青木瞭
システムエンジニア。オンラインサロンのメンバー。社長の一星とは昔からの友人。
土井光四郞（どい こうしろう）〈20〉
演 - 堀野内智
アルバイト。オンラインサロンのメンバー。

### 相良家周辺の人物
菱田朋子（ひしだ ともこ）〈34〉
演 - 桜井ユキ
菱田清明の母親。整体師。相良家と同じ団地に住むシングルマザー。真帆の一番のママ友。最初は疑惑の目を向けられる凌介の味方をする数少ない人物の一人だが、凌介の留守中に真帆にもらった合鍵で相良家に無断で入るなど奇妙な行動をとっている。後に、お互いが了承したうえで真帆にも菱田家の合鍵を持ってもらっている事を凌介に説明している。
サッカー教室のコーチである山田元哉とは篤斗に関して何らかの"秘密"を共有している模様で、木幡由実に脅迫され実行した"篤斗の誘拐"が失敗に終わった直後の元哉との密談で「あっちゃん（篤斗）が話したら終わりだ」と話し、自宅では洗面所で「早く…早く…全部消さないと…」と呟きながら"赤い液体"が染み付いたタオルを何度も絞っているところを息子の清明に目撃されている。
菱田清明（ひしだ きよあき）〈10〉
演 - 桑名愛斗
朋子の息子。愛称は"キヨくん"。あおば東小学校の4年生で篤斗の同級生。篤斗と同じサッカー教室に通う。
日野渉（ひの わたる）〈48〉
演 - 迫田孝也
凌介の学生時代からの親友で、大学の文芸サークル仲間。真帆とも旧知の仲。脱サラし、長年の夢だったバー「至上の時」を開く。本と酒をこよなく愛する明るいムードメーカー。後に既婚者と判明。相良家妻子失踪事件の情報交換の場に自身の店を提供し、凌介達に協力する。後に店に来ていた強羅誠に対して「強羅くん」と言っていたので、何かしらの接点がある模様。
山田元哉（やまだ もとや）〈30〉
演 - 柿澤勇人
篤斗と清明が通うサッカー教室のコーチ。ピュアで熱血だが、やや空回り気味。清明の母親・朋子に気がある。後にサッカーのユニホーム10番を購入していた事が判明する。ある日、週刊追求の河村俊夫と上原啓太が取材でサッカー教室に来た際、スマホに写った女性を見せられ「中村さん」だと答えた。河村にどうして知っているのかと尋ねられ、サッカー教室運動場にある掲示板のポスターを指差して、5,6年前に息子と通っていた事と息子が交通事故で亡くなった事、今でも偶に見に来るが最近は見ないと伝え、息子の名前が圭樹（けいじゅ）だと教えた。
館野三郎（たての さぶろう）〈76〉
演 - 浜田晃
真帆の父親。元熱血証券マン。やや古風で短気だが、バイタリティがある。
館野志乃生（たての しのぶ）〈73〉
演 - 丘みつ子
真帆の母親。夫を立て、家族を守ってきた良妻賢母。おっとりしており、自宅にマスコミが押し寄せた際には対応できずにいた。
池上さん（いけがみ）〈?〉
演 - 坂本文子
相良家と同じ団地の住人。団地の中では古株で、やたらルールに厳しい。

### 住愛ホーム
相良家の新居の建築を担当する住宅メーカー。
林洋一（はやし よういち）〈39〉
演 - 深水元基
相良家の新居を担当する営業マン。凌介と真帆の大学の後輩。サッカー部で元気な体育会系。サッカー好きの篤斗と気が合う。後に「等々力建材」の社長令嬢・等々力茉莉奈が婚約者と判明する。相良家妻子失踪事件後も凌介に対して励ましの言葉を掛けたりしていたが、事件の影響で職場の上司から相良家の新居の工事を中止するよう命じられるなど精神的に疲弊していた。居酒屋で凌介の真帆に対する保険金の情報を警察にリークしたと話しているのを、店にいた橘一星に聞かれている。真帆と一緒に写った写真（不倫疑惑②）をSNSで拡散され、相良家のポストにも入っていた用紙の事で、凌介と直接会って弁解する。相良家妻子失踪事件当日の事を刑事に聞かれ、SDGsがらみでアリバイがあったにもかかわらず、半休で家に居たと嘘の証言をした。11年前に大学のサッカー部の同窓会で真帆を誘いホテルの部屋の扉の前で一緒に居る写真（不倫疑惑①）がスマホに送られて着たのを見て怒りだし「ぶっ殺す」と叫んだ。瑞穂を襲いその際「しちはごじゅうろく」と言った事が後に判明する。あるコインロッカーからその財布を取り出しているところを週刊追求のカメラマン・両角猛に写真に撮られ、「至上の時」に集まっていた凌介・瑞穂・一星・日野・河村に精査され、真帆が使っていると分かり河村が刑事に情報提供し、警察がそのコインロッカーを捜査した結果、財布から真帆の運転免許証が発見されたことで相良家妻子失踪事件の重要参考人として指名手配される。コインロッカーで写真を撮られた事で危機感を抱き逃亡する。逃亡の際に茉莉奈が運転する赤い車に乗るなど何度も協力してもらっている。逃亡中、強羅誠に写真（不倫疑惑①）を調べるよう依頼している。逃亡中に茉莉奈から借りた赤い車の中で電話しているところを本木陽香に写真に撮られSNSで拡散される。あるロッジで、河村の個人アドレスに「無実を証明してくれるなら真相を話す」という写真付きのメールを送っていた。後にそのロッジは、強羅が借りていた事が警察の捜査で明らかになる。神奈川県のガソリンスタンドの洗車機に停車されている茉莉奈のものと見られる赤い車の中で、河村に首を刃物で切られ殺害された状態で発見される。後に凶器の包丁は、相良家のキッチンで発見される。
実は瑞穂の姉・凪沙と婚約していたが、真帆に本気で惚れた林は、凪沙から真帆への"鞍替え"を考えつつも、凪沙との結婚式が間近に迫っていたことや出世への影響を懸念していた。そこで昔からの知人である強羅誠に頼んで「二宮凪沙は風俗嬢で、反社とも繋がりがあった」というフェイクニュースを流させて婚約破棄に持ち込み、凪沙を自殺に追い込んだ。この一件で自身が瑞穂から恨まれていることを自覚していた林は、前述の写真（不倫疑惑①）を送ったのが瑞穂だと考えていた。
井上幸作（いのうえ こうさく）〈52〉
演 - 戸田昌宏
林の上司。事なかれ主義で面倒な事が嫌い。後に何者かに殺害され、強羅誠が開催している展示会 “強羅誠展” で蝋人形として展示される。
馬場健次郎（ばば けんじろう）〈38〉
演 - 高杉一穂
林の同僚。林の同期で良き相談相手だが、基本的に我関せずのタイプ。
林が何者かに殺害されたというニュースと上司の井上が突然消息を絶ったことで職場に不安を抱いて退社した後、週刊追求の上原と両角に「情報料をもらう」という条件で取材を受け、二宮凪沙が林と婚約破棄になった末に自殺したことを聞きつけて飲みに誘った際に、林から真帆に本気で惚れ込んでいたことや強羅誠に頼んでフェイクニュースで凪沙を婚約破棄と自殺に追い込んだのが自分だと打ち明けられていたことを話す。

### 等々力建材
等々力茉莉奈（とどろき まりな）〈27〉
演 - 林田岬優（第5話 - ）
社長令嬢。林洋一の婚約者。お嬢様気質で勝ち気。父・幸造の裏の仕事を知っている模様。
等々力幸造（とどろき こうぞう）〈62〉
演 - 長谷川公彦（第5話 - ）
社長。強羅誠に危険な裏仕事を依頼している。

### 事件を煽る人物
ぷろびん〈28〉
演 - 柄本時生
本名は徳竹肇（とくたけ はじめ）。「ぷろびんチャンネル」を運営している雑食系YouTuber。YouTuberではあるが、チャンネルは全く人気がなく、安定した収益を得ていない模様（自身が底辺YouTuberであることも自覚している）。再生回数が上がりそうなら何でもやる目立ちたがり屋。典型的な愉快犯であり、無礼極まりなく、誰に対しても挑発的で舐めてかかった様な態度で接する。一方で自身の行動を非難されたり、痛いところを突かれると逆ギレする等、自分勝手な性格である。相方の大輝曰く、「ぷろびんの身勝手な性格のせいでチャンネルが人気ないし再生回数も伸びない」らしい。相良家妻子失踪事件を対象に執拗に配信する。ひとでなしな印象が強いが、光莉が父・凌介を疑い続けた際には「自分の家族で父親なんだから信じてやれよ！底辺YouTuberに煽られたくらいで不貞腐れてんじゃねぇよ！」と激励するなど、彼なりの良心を見せた（但し、その直後に怒った光莉に対して「殺すつもりで来い」と煽っている）。後にYouTuber「東海オンエア」とコラボ配信する。「ぷろびんチャンネル season2」では新興宗教団体「かがやきの世界」を対象に配信を行う。
町山大輝（まちやま だいき）〈22〉
演 - 遼太郎
ぷろびんの相方で、「ぷろびんチャンネル」の撮影と編集を担当。マイペースで頑なに裏方に徹する。ぷろびん以上にアカウント凍結を恐れている。
雫石千春（しずくいし ちはる）〈44〉
演 - 小松利昌
私立大学の社会学教授。情報番組「あさトビッ!」のコメンテーター。忖度せず発言し、当事者同士のケンカを煽ったりする。凌介の学生時代の知り合いと自称しているが、当の凌介と河村・日野は心当たりが無い。

### 謎の人物
本木陽香（もとき はるか）〈23〉
演 - 生駒里奈
相良家妻子失踪事件当日に凌介に接触してきた女。葬儀社勤務。後にサークルのオンラインサロンのメンバーで、「アルティメット」にも参加していた事が分かり、一星のストーカーと判明。その際に “高場花” という名の看護師になりすましていた。後に、警察病院に入院していた光莉の警察による事情聴取と捜査により、拉致監禁容疑で逮捕される。逮捕後の取り調べで、学生時代の回想シーンにて、同じ学校に通う生徒達からいじめを受けていて、電車のホームで自殺しようとしているところを一星に止められる。一星からの提案で恋人同士のふりをするなどして徐々にいじめが無くなり、一星の事を一方的に好意をもった事が分かる。
猫おばさん〈?〉
演 - 平田敦子
本名、年齢、職業不明。相良家の新居近くに住んでいる。猫とクラシック音楽が大好き。神出鬼没で、謎の発言を繰り返す。
第18話で職業が"占い師"であることが判明し、強羅誠からの情報で店を訪ねてきた河村に瑞穂のことを尋ねられた際、相良家妻子失踪事件の3年前の秋に彼女が真帆と一緒に占いの店に来たことや、二人に"不吉な予言"を告げていたことを明かす。
中村充（なかむら みつる）〈35〉
演 - 前野朋哉（第5話 - ）
10年以上前に接点があったと思い、凌介を付け回す。後に木幡由実の元夫で、中村圭樹の父親と判明する。冷凍遺体の情報を聞くため横浜北警察署を訪れていたり、元妻の木幡を説得していた。「かがやきの世界」によって教団近くの山中から遺体となって掘り起こされた。
相良家妻子失踪事件の17年ほど前に元妻の由実が息子の圭樹を出産した際、偶然にも同じ産婦人科の同じ部屋で光莉を出産した真帆や凌介と顔を合わせていたが、凌介は第18話で光莉が生まれた時に自ら撮影していたホームビデオを篤斗や光莉と見るまで充や由実と面識があったことを覚えていなかった。
教祖〈?〉
演 - 相築あきこ（第8話 - ）
新興宗教団体「かがやきの世界」の教祖。木幡由実を調べに来た阿久津と落合が教団施設に来た際に蜂須賀亞理壽（はちすか ありす）と名乗った。後に教団近くの山中で2体の遺体を掘り起こしている動画を「ぷろびんチャンネル」で配信され、逮捕される。そして、取り調べの際に本名が佐藤佳恵（さとう よしえ）と判明する。
常に毅然とした余裕のある態度を示していたが、中村充の死体を掘り起こした件で警察に逮捕・取り調べを受けた際には「かがやきの世界」の実態がマルチ商法の団体であることを追及されても開き直るような態度を取ったりするなど別人のように振る舞う一方で、死体を遺棄した由実との関係については「共犯ではなく一方的に巻き込まれただけだ」と否定している。しかし、後に由実の証言で、篤斗を送り返すよう由実に命令したことが判明する。
木幡由実（こばた ゆみ）〈37〉
演 - 香里奈（第9話 - ）
通称：バタコ。亀田運輸東京支社にクレームの電話をかけ続けたり、瑞穂に怪しい “かがやきの土” を送り付ける。後に中村充の元妻で、圭樹の母親と判明する。何故か凌介に対して異常な殺意を抱いている。6年前に交通事故で亡くなった息子・圭樹の冷凍遺体を自宅の押し入れの中の冷凍庫に保存していた事が判明する。
相良篤斗に強い執着心を抱いており、篤斗が入院している警察病院の火災報知器を故意に作動させ、混乱に乗じて篤斗を誘拐しようとするも別の目的で篤斗に接触していた朋子と鉢合わせになり激しく揉み合うが、病院のスタッフに気付かれそうになったため断念し、朋子とは別々のルートで逃走する。その後も篤斗の見舞いに来ていた凌介をテトロドトキシン（フグ毒）入りのお茶で殺害しようとするが、失敗に終わる。
この一件と、圭樹の遺体や篤斗の"冷凍便"の箱から指紋が検出されたことで指名手配されても篤斗を自分の元に引き込もうとする意向は変わらず、朋子と元哉を脅迫して篤斗の誘拐を目論み、更にはフグ毒を塗り込んだ吹き矢を凌介の首に打ち込んで再び殺害しようとする。しかし、凌介の体内に毒の抗体が形成されていたことや病院の周辺を巡回していた警官に逮捕されたことで、"篤斗の誘拐"と"凌介の殺害"は失敗に終わる。後に篤斗を誘拐・監禁して凌介との関係を破綻させようと「かがやきの世界」を巻き込む形で洗脳していたことが判明する。
強羅誠（ごうら まこと）〈58〉
演 - 上島竜兵（第10話 - ）
林洋一の昔からの知人。「等々力建材」社長の幸造にひいきにしてもらっている。河村俊夫とも接点があり、良い印象を持たれていない。仕事に関わり、親しくなった相手には「強羅くん」と言ってもらっていた。何者かが入っているゴミ箱に林に頼んで買ってきてもらったホットコーヒーを入れ、ゴミ箱を何度も繰り返し蹴っていた。過去に瑞穂にも接点がありそうな口振りをしており、第19話にて、林からの依頼で彼女の姉・凪沙をフェイクニュースで自殺に追い込んだ黒幕であり、実際にフェイクニュースを流した金輪と瑞穂の問答を物陰から見物していた事が判明する。後に、自ら開催している展示会 “強羅誠展” で蝋人形として「住愛ホーム」の井上幸作を展示し、ジュラルミンケース2個を持って見に来た幸造に「ほれぼれするねぇ～」と言われ「職人の腕がいいんです」と答え、また、幸造は「恨むなよ。ゴミ箱行きよりマシだろ」と言い共に笑った。後日、相良家の住む同じ団地に入居してくる。

### 横浜北警察署
相良家妻子失踪事件を捜査する地区の所轄警察署。
阿久津浩二（あくつ こうじ）〈47〉
演 - 渋川清彦
相良家妻子失踪事件を捜査する刑事。普段はつかみどころがないが、実は地道な捜査で高い検挙率を誇る。聞き込みや事情聴取する際に「A?B?どっち?」と二択にしがちで、瑞穂には「2択デカ」と呼ばれる。本人曰く、元暴走族。高校の時、一時居酒屋のバイトをしていたことがある。フィリピン出身の妻からは「あくつ」と呼ばれている。篤斗との事情聴取時は自分のことを「コージー」と名乗っている。
落合和哉（おちあい かずや）〈26〉
演 - 吉田健悟
相良家妻子失踪事件を捜査する刑事。刑事課に配属されて間もないため、大きな事件に浮き足が立ちがち。阿久津を尊敬しているが、余計なことを言いたがる。篤斗との事情聴取時は自分のことを「おっちー」と名乗っている。

## その他の人物
冷凍遺体の少年
演 - 村上秋峨（第1話・第2話）（冷凍遺体：大友至恩（第2話 - 第6話・第17話））
冷凍され段ボールの中で氷漬けにされ、亀田運輸東京支社に送られてきた。後に中村充と木幡由実の息子である事、名前が中村圭樹（なかむら けいじゅ）である事が判明し、6年前に交通事故で亡くなっていて冷凍保存されていた。また第18話にて、失踪事件の17年ほど前に真帆が光莉を出産したのと同じ産婦人科で生まれたことが判明する。
山田元哉がコーチを務めるサッカー教室の生徒で、"サッカー選手になる"という夢を抱いていたが、祖母の中村昭子がサッカーを習うことに猛反発していることに心を痛めつつも、木幡の励ましに勇気付けられていた。しかし失踪事件の6年前、サッカー大会のスタメンを決めるテストに参加するために塾をこっそり抜け出してグラウンドに向かう途中でT字路の交差点に蹴り出してしまったサッカーボールを追いかけた際、近くを走行していた自動車に轢かれ亡くなってしまう。
日菜（ひな）
演 - 中山佳子（第1話・第4話・第15話・第16話）
私立女子高の2年生。光莉と同級生で友人。
籾山大（もみやま だい）
演 - 矢作マサル（第3話・第7話・第18話）
光莉のストーカー。
橘すみれ（たちばな すみれ）
演 - 須藤理彩（第6話・第9話・第14話・第15話・第17話 - 最終話）
橘一星の母親。「やさしいごはん すみれ」という定食屋を経営している。後に店の小火騒ぎを心配した一星の提案で、クラウドファンディングにより店舗を改装した事が判明する。
宮島奈々恵（みやじま ななえ）
演 - 周本絵梨香（第11話 - 第13話・第17話・第18話）
カウンセラー。PTSD状態になった篤斗の心に寄り添い、回復のサポートをしている。
たまるよしこ
演 - 椿鬼奴（第11話・第12話・第14話・第15話・第17話・第18話・最終話）
ライフコーチ エッセイスト。著書は「たまる流 ポジティブ生活」と「“あたりまえ”が幸せ」。情報番組「あさトビッ!」で雫石と共演するコメンテーター。
最終話にて、日野の妻であることが判明する。
二宮凪沙（にのみや なぎさ）
演 - 入山法子（第17話・第19話）
二宮瑞穂の姉。林の元婚約者。
学生時代は落研（落語研究会）に入っており、妹の瑞穂を客に見立てて練習していた。卒業後は東京の会社に就職していたが、真帆への"鞍替え"を目論んだ林の依頼を受けた強羅誠と金輪に「（二宮凪沙は）風俗嬢で反社と繋がっていた」というフェイクニュースを流されたことで婚約破棄と退職に追い込まれ、結婚式の三ヶ月前に自殺した。

## ゲスト

### 第1話
相良光莉の同級生
演 - 三浦理奈（第4話・第5話・第15話）
私立女子高の2年生。光莉と同級生で友人。
アニメ『シベツ！』（役名）
声の出演 - 山寺宏一（キョウゴク）、内田彩（むかわ）、佐藤はな（シベツ）、霜月紫（ヤクモ）
相良家がハマっていたアニメ。

### 第2話
団地妻
演 - 見方あゆ実（第10話）

### 第4話
亀田運輸・東京支社長
演 - 井上肇（第5話・第11話）
レポーター
演 - 阿部祐二
光莉の同級生
演 - 庵原涼香（第16話）
私立女子高の2年生。光莉と同級生で友人。

### 第7話
藤井淳史（ふじい あつし）
演 - 片桐仁（特別編）
東央大学付属病院の整形外科医師。マスコミの対応中に倒れた凌介の診察を行う。後にバー「至上の時」に予約し、久住達と客として来店する。
桜木るり（さくらぎ るり）
演 - 筧美和子
東央大学付属病院の看護師。藤井と共に診察を行う。

### 第8話
手塚菜奈（てづか なな）
演 - 原田知世
「至上の時」に翔太と共に客として来店する。
手塚翔太（てづか しょうた）
演 - 田中圭
「至上の時」に菜奈と共に客として来店する。少し後に店に来た凌介を励まし、ハグをする。

### 第9話
久住譲（くずみ ゆずる）
演 - 袴田吉彦（特別編）
11年前の回想シーンにて、真帆の大学の後輩でサッカー部と判明。真帆にも「クズの久住」と呼ばれている。凌介とも同じ大学だが、凌介と河村と日野が所属していた文芸サークルのことは存在すら知らなかった。大学の同窓会で、林が真帆に猛アプローチをする場面を目撃していた。
後に「至上の時」に予約し藤井達と客として来店した。その際、日野に「俳優の袴田吉彦」と間違われて「久住です！」と即返答した。

### 第10話
小野寺看護師（おのでらかんごし）
演 - 深澤しほ
横浜警察病院の看護師。意識不明で運ばれて来た篤斗を診察し、凌介に状態を説明する。

### 特別編
リン・シンイー
演 - 金澤美穂
「至上の時」に予約し、藤井達と共に客として来店する。店を紹介したのは手塚夫婦だった事が判明する。
尾野幹葉（おの みきは）
演 - 奈緒
「至上の時」に予約し、シンイー達と共に客として来店する。妊婦。
「電磁波が胎児に与える影響が心配」という理由でテレビやネットを見ていなかったため、相良家妻子失踪事件のことを全く知らなかった。
赤池美里（あかいけ みさと）
演 - 峯村リエ
「至上の時」に予約し、尾野達と共に客として来店する。「ぷろびんチャンネル」の視聴者でファン。
榎本早苗（えのもと さなえ）
演 - 木村多江
正志の妻。少し遅れて「至上の時」に客として来店し、美里達と合流する。
シンイーたちと相良家妻子失踪事件について考察している最中に尾野が突然 “交換殺人ゲーム” のことを言い出した際、咄嗟に「“殺し合い” をテーマにしたカードゲーム」だと日野や夫の正志に説明していた。
榎本正志（えのもと まさし）
演 - 阪田マサノブ
早苗の夫。少し遅れて「至上の時」に夫婦で客として来店する。

### 第11話
自殺した女
演 - 松永渚
職場でのパワハラを苦に自殺しようとする前に告発文の遺書を書き、強羅に自殺幇助してもらった。

### 第12話
相良凌介を突き落とした女子高生
演 - 中田乃愛
光莉の動画「お父さんを殺して欲しい」をきっかけに、父親から受けたDVで母親と自分を重ね合わせ被害者意識から、凌介を陸橋の階段から突き落とした。

### 第13話
岡野和美（おかの かずみ）
演 - 川上友里
拓也の妻。強羅に夫との離婚の工作を依頼する。
岡野拓也（おかの たくや）
演 - 村上航
和美の夫。カレンに篭絡され離婚届に判を捺す。
カレン
演 - 牧野莉佳
強羅に送り込まれた別れさせ屋。

### 第14話
木幡千鶴江（こばた ちづえ）
演 - 田島令子
木幡の母親。
木幡隆史（こばた たかし）
演 - 田村泰二郎
木幡の父親。「鮮魚 うおばた」という鮮魚店を経営している。

### 第16話
相良光莉の同級生
演 - 羽瀬川なぎ
私立女子高の2年生。光莉と同級生で友人。
高場花（たかば はな）
演 - 真崎かれん
フクセ病院勤務の看護師。陽香に長い間脅され、仕方なく医療器具や薬品を渡したり、勝手に個人情報を使われ成りすまされていた。

### 第17話
中村明子（なかむら あきこ）
演 - 麻生絵里子（第18話、第17話は写真出演）
新興宗教団体「かがやきの世界」によって教団近くの山中から掘り起こされた遺体。充の母親で木幡の元姑。圭樹の祖母。
孫の圭樹の教育に関しては、勉学を優先すべきと考えており、充の嫁である木幡が圭樹をサッカー教室に通わせていることには「（圭樹は）サッカー選手にはなれない」と言い放つほど否定的だった。圭樹が交通事故で亡くなった原因の一つが「サッカーボールで遊んでいたこと」だと知った際には、霊安室で圭樹の遺体の傍らに佇む木幡に「圭樹が死んだのは、お前がサッカーなんかを習わせるからだ！」と暴言を吐いた挙げ句、彼女を何度も「人殺し」呼ばわりしていた。

### 第19話
金輪
演 - 塙宣之（ナイツ）
強羅誠の仲間。フェイクニュースを流して二宮瑞穂の姉・凪沙を追い込んだ。

## スタッフ
- 企画・原案 - 秋元康[57]
- 脚本 - 高野水登[57]
- 演出 - 佐久間紀佳、中島悟（AX-ON）、小室直子、長沼誠[57]
- 音楽 - 林ゆうき、橘麻美[57]
- 主題歌 - Novelbright「seeker」（ユニバーサルシグマ）[58]
- チーフ・プロデューサー - 加藤正俊[57]
- プロデューサー - 鈴間広枝、松山雅則（トータルメディアコミュニケーション）[57]
- 制作協力 - トータルメディアコミュニケーション[57]
- 製作著作 - 日本テレビ[57]

## 放送日程
|                                                                             | 話数   | 放送日         | サブタイトル                                  | ラテ欄                                                  | 演出       | 視聴率 |
| --------------------------------------------------------------------------- | ------ | -------------- | --------------------------------------------- | ------------------------------------------------------- | ---------- | ------ |
| 第1部                                                                       | 第1話  | 2021年10月10日 | 家族が失踪…!! 悲劇の夫に襲いかかる恐怖!       | 謎解き開幕!! 突然消えた家族… 悲劇の夫が疑惑の夫へ       | 佐久間紀佳 | 8.4%   |
| 第1部                                                                       | 第2話  | 10月17日       | 疑惑の渦中へ…!! 真犯人からの第2のメッセージ!! | 恐怖の冷凍便!! 疑惑と闘う夫に協力者現る… 新たな罠       | 佐久間紀佳 | 7.2%   |
| 第1部                                                                       | 第3話  | 10月24日       | 敵か味方か!? 謎の男の正体発覚!!               | 埋められた真実…!! 謎の男の正体と恐怖のトンネル          | 佐久間紀佳 | 7.3%   |
| 第1部                                                                       | 第4話  | 11月7日        | 罠だらけの会見!! ご近所さんの危険な秘密       | 疑惑払拭なるか!? 罠だらけの会見と危ない隣人の秘密       | 中島悟     | 7.0%   |
| 第1部                                                                       | 第5話  | 11月14日       | 正義中毒と暴走 ご近所さんの秘密とは!?         | 襲いかかる悪意…!! 正義中毒と暴走ご近所さんの秘密        | 中島悟     | 6.4%   |
| 第1部                                                                       | 第6話  | 11月21日       | 家族の消息判明! 暴走する隣人の本性            | 家族の消息判明…!! 疑惑の暴走ご近所さんを潜入調査        | 小室直子   | 6.6%   |
| 第1部                                                                       | 第7話  | 11月28日       | 娘の救出なるか!? 不倫疑惑の罠                 | 監禁された娘を救出せよ!! 急浮上する不倫疑惑の罠!!       | 佐久間紀佳 | 6.6%   |
| 第1部                                                                       | 第8話  | 12月5日        | 妻の裏切り!? 信じる?信じない?どっち?          | 妻の裏切りが発覚!? 失踪事件の黒幕は愛する妻なのか       | 小室直子   | 6.8%   |
| 第1部                                                                       | 第9話  | 12月12日       | 【真相編・序】家族と再会! 妻の秘密と危険な女  | 判明する妻の秘密と危険人物の正体!! 突然家族と再会       | 中島悟     | 5.9%   |
| 第1部                                                                       | 第10話 | 12月19日       | 第1部最終回! 息子の運命と意外な犯人!!         | 第1部最終回!! まさかの犯人判明!? 息子よ 生きてくれ      | 佐久間紀佳 | 6.6%   |
| 特別編                                                                      | 特別編 | 12月26日       |                                               | あな番住民が家族失踪事件を推理する新撮ドラマ!! 犯人は!? | 小室直子   |        |
| 第2部 真相編                                                                | 第11話 | 2022年1月9日   | 暴走する殺意!! 殺されるのは誰だ!?             | 真相編スタート!! 狂気が暴走!? 新たな殺人の被害者は      | 佐久間紀佳 | 6.7%   |
| 第2部 真相編                                                                | 第12話 | 1月16日        | 誘拐犯が判明! 凌介、毒牙にかかる…!            | 誘拐犯判明!! 暴かれる殺意と家族の真実… 美女バトル       | 長沼誠     | 7.4%   |
| 第2部 真相編                                                                | 第13話 | 1月23日        | 妻から電話! 毒の女の正体を炙り出せ!!          | 毒女の正体が判明!! 恐怖の採血監禁… 妻からの電話!?       | 中島悟     | 7.4%   |
| 第2部 真相編                                                                | 第14話 | 1月30日        | もう1人の家族と"再会"! 毒女の過去とは!?       | 今夜もう1人家族が生還!? 毒の女の過去が明らかに!!        | 佐久間紀佳 | 8.1%   |
| 第2部 真相編                                                                | 第15話 | 2月6日         | 娘失踪の一部始終! 裏切る仲間は誰だ!?          | 娘失踪の一部始終が判明!! 裏切り者の仲間は一体誰!?       | 小室直子   | 8.6%   |
| 第2部 真相編                                                                | 第16話 | 2月13日        | 怒涛の逮捕劇と仲間の疑惑!!                    | 怒濤の逮捕劇と危険な計画!! 仲間の疑惑は拭えるか!?       | 中島悟     | 8.4%   |
| 第2部 真相編                                                                | 第17話 | 2月20日        | 恐怖の監禁生活! 父と息子の絆と仲間の衝撃過去! | 父と息子の絆再生… 監禁の全貌判明!! 仲間の衝撃過去       | 長沼誠     | 9.0%   |
| 第2部 真相編                                                                | 第18話 | 2月27日        | 裏切り者が独白逮捕! 姿を消す仲間とは!?        | 罪独白で新たな逮捕者!! 裏切り者の秘密と消えた仲間       | 中島悟     | 8.6％  |
| 第2部 真相編                                                                | 第19話 | 3月6日         | 最後の答え合わせ… 驚愕の殺意と真実!!          | 最後の答え合わせが始まる!! 隣人の秘密… 殺意と真実       | 小室直子   | 8.9%   |
| 第2部 真相編                                                                | 最終話 | 3月13日        | ついに完結! 真犯人と真実を目撃せよ!           | ついに完結!! 真犯人は誰だ!? 全ての真実を目撃せよ!!      | 佐久間紀佳 | 12.4%  |
| 平均視聴率 7.7%（視聴率はビデオリサーチ調べ、関東地区・世帯・リアルタイム） |        |                |                                               |                                                         |            |        |

- 2021年10月31日は第49回衆議院議員総選挙開票特別番組『zero選挙2021』放送のため休止[71]。
- 特別編は23時 - 23時55分に放送。